# Jean Rochefort
Jean Rochefort (født 29. april 1930, død 9. oktober 2017) var en fransk skuespiller og filminstruktør, der medvirkede i et hav af film, siden hans debut i filmen Rencontre à Paris i 1956.

## Ekstern henvisning
- Wikimedia Commons har flere filer relateret til Jean Rochefort
- Jean Rochefort på Internet Movie Database (engelsk)
- Jean Rochefort på Filmdatabasen
- Jean Rochefort på danskefilm.dk
- Jean Rochefort på danskfilmogtv.dk
- Jean Rochefort på Scope
- Jean Rochefort på Svensk Filmdatabas (svensk)
- Jean Rochefort på AlloCiné (fransk)
- Jean Rochefort på AllMovie (engelsk)
- Jean Rochefort på Turner Classic Movies (engelsk)
- Jean Rochefort på Rotten Tomatoes (engelsk)

| Priser                                               | Priser                                                          | Priser                                                               |
| ---------------------------------------------------- | --------------------------------------------------------------- | -------------------------------------------------------------------- |
| Foregående: Michel Galabru for Le Juge et l'Assassin | César for bedste mandlige hovedrolle 1978 for Le Crabe tambour  | Efterfølgende: Michel Serrault for La Cage aux folles                |
| Foregående: -                                        | César for bedste mandlige birolle 1976 for Que la fête commence | Efterfølgende: Claude Brasseur for Un éléphant, ça trompe énormément |